# Qualificazioni al campionato europeo femminile di pallavolo 2001
Le qualificazioni per il campionato europeo femminile di pallavolo 2001, le cui fasi finali si sono tenute in Bulgaria, si sono svolte tra il mese di maggio 2000 e giugno 2001. Hanno partecipato 12 squadre nazionali europee.
Le squadre sono state divise in tre gironi da quattro: le prime due classificate sono state ammesse agli europei. In totale 6 squadre hanno ottenuto la qualificazione.

## Squadre partecipanti
| - Bielorussia - Francia - Germania - Grecia - Lettonia - Paesi Bassi | - Polonia - Rep. Ceca - Romania - Spagna - Turchia - Ucraina |

### Gironi
| Girone A                             | Girone B                           | Girone C                          |
| ------------------------------------ | ---------------------------------- | --------------------------------- |
| Francia Lettonia Paesi Bassi Ucraina | Bielorussia Grecia Polonia Romania | Germania Rep. Ceca Spagna Turchia |

## Fase unica

### Qualificate agli europei
- Francia
- Germania
- Polonia
- Paesi Bassi
- Rep. Ceca
- Romania

## Tutte le squadre qualificate
- Bulgaria (Paese ospitante)
- Russia (1º posto nel campionato europeo 1999)
- Croazia (2º posto nel campionato europeo 1999)
- Italia (3º posto nel campionato europeo 1999)
- Francia (1º posto nel torneo qualificazione Girone A)
- Romania (1º posto nel torneo qualificazione Girone B)
- Germania (1º posto nel torneo qualificazione Girone C)
- Paesi Bassi (2º posto nel torneo qualificazione Girone A)
- Polonia (2º posto nel torneo qualificazione Girone B)
- Rep. Ceca (2º posto nel torneo qualificazione Girone C)